# Josh Koscheck
Josh D. Koscheck (Waynesburg, Pensilvania; 30 de noviembre de 1977) es un exartista marcial mixto estadounidense que compitió en la categoría de peso wélter en UFC. Koscheck es el último peleador que ha derrotado al dos veces campeón de UFC, Matt Hughes.

## Carrera en artes marciales mixtas

### Ultimate Fighting Championship
Koscheck apareció en la primera temporada de The Ultimate Fighter como un luchador de peso mediano. Derrotó a Chris Leben por decisión unánime para avanzar a las semifinales, donde fue derrotado por Diego Sánchez por decisión dividida. Koscheck tuvo su primera pelea oficial UFC el 9 de abril de 2005, en The Ultimate Finale, donde derrotó a Chris Sanford con una primera ronda de KO. Koscheck siguió esta victoria con otra victoria en Ultimate Fight Night sobre el veterano de UFC Pete Spratt en el debut de Koscheck en el peso wélter. Desde entonces, Koscheck ha acumulado otras tres victorias después de experimentar su primera derrota de la carrera a Drew Fickett debido a una sumisión rear naked choke. Koscheck luego derrotó al peso wélter canadiense destacado Jonathan Goulet en UFC Fight Night 6 por sumisión.
Desde 2006, Koscheck ha estado entrenando en la American Kickboxing Academy (AKA) en San José, California, a la que responsabiliza de su mejora su técnica de kickboxing.
La pelea de Koscheck el 13 de diciembre de 2006 fue contra el cinturón negro de Jiu-Jitsu brasileño Jeff Joslin en UFC Fight Night 7, donde ganó por decisión unánime.
Se le programó una pelea contra Diego Sánchez el 7 de abril de 2007 en UFC 69. Este fue el segundo encuentro entre los dos luchadores de peso wélter. La primera pelea -que no contaba para el récord oficial de Koscheck debido a que se consideraba de exhibición por ser parte del programa de televisión The Ultimate Fighter- resultó en una victoria por decisión dividida para Sánchez. En los pesajes del evento, Sánchez empujó a Koscheck durante el tradicional post-pesaje. Aunque Sánchez siguió gritando a Koscheck, no se produjo ningún conflicto. En su lucha, Koscheck derrotó a Sánchez por decisión unánime (30-27, 30-27, 30-27). Koscheck superó a Sánchez a lo largo de las tres rondas y sólo fue derribado una vez. Durante su entrevista posterior a la pelea, Koscheck repetidamente exclamó: "Diecinueve-y-uno", en referencia a la primera derrota de artes marciales mixtas de Sánchez (incluyendo las dos peleas de The Ultimate Fighter show). El presidente de la UFC, Dana White, anunció unas semanas después de la pelea que Diego Sánchez tenía una enfermedad no diagnosticada antes y durante la pelea que resultó ser una grave infección por estafilococos.
El 25 de agosto de 2007, Koscheck fue derrotado por Georges St-Pierre en UFC 74 por decisión unánime (30-27, 29-28, 29-28). Las habilidades de lucha de St-Pierre fueron mostradas durante el partido al derrotar a Koscheck, anotando derribos, frustrando los intentos de takedown de Koscheck y manteniéndose en la primera posición durante la mayor parte de la pelea. Había especulaciones antes de la pelea de que Koscheck superaría a St-Pierre en el suelo debido a sus credenciales, pero St-Pierre confiaba en que era un mejor luchador y estaba más versado en sumisiones que Koscheck.
Josh hizo su regreso en UFC 82, derrotando a Dustin Hazelett por TKO debido a los golpes de la 2 ª ronda.
Ganó su próxima pelea, contra Chris Lytle en el UFC 86, por decisión unánime.
Koscheck aceptó luchar contra Thiago Alves en el UFC 90 con sólo 2 semanas de aviso debido a una lesión sufrida por Diego Sánchez. Koscheck perdió la lucha por decisión unánime. Alves conectó potentes patadas en las piernas y logró derribar a Koscheck más de una vez durante la pelea.
El 10 de diciembre de 2008, Koscheck luchó contra Yoshiyuki Yoshida en el evento principal en "UFC: Lucha por las tropas" y ganó por KO en la primera ronda tras dos devastadores derechazos a la cabeza de Yoshida. El luchador japonés permaneció en la lona, mientras que fue atendido por médicos de la comisión y fue sacado del octágono en una camilla como medida de precaución. Más tarde fue tratado y dado de alta de un hospital local para una conmoción cerebral. Koscheck recibió un bono de $ 60,000 de la UFC por Knockout de la Noche.
Koscheck luchó contra el recién llegado promocional Paulo Thiago en UFC 95. Koscheck fue derrotado por el debutante brasileño en la primera ronda KO. Thiago golpeó Koscheck directamente con un uppercut derecho y aterrizó un gancho de izquierda que derribó a Koscheck a la lona. Después de que la pelea se detuvo, Koscheck se levantó y argumentó que todavía estaba alerta y capaz de defenderse. Poco después del paro, Koscheck fue calmándose ofreciendo su opinión sobre el paro al árbitro: "Demasiado temprano, un poco demasiado pronto".
Koscheck debía luchar contra Chris Wilson en UFC 98, pero se vio obligado a retirarse después de sufrir una lesión en el pie en el entrenamiento. Regresó al UFC 103 y derrotó al veterano Frank Trigg por TKO (golpes) en la primera ronda.
Se esperaba que Koscheck se enfrentara a Mike Pierce el 11 de enero de 2010 en UFC Fight Night 20, pero en su lugar se enfrentó a Anthony Johnson el 21 de noviembre de 2009 en el UFC 106.
El 21 de noviembre de 2009, Koscheck derrotó a Anthony Johnson por mataleón a las 4:47 en la segunda ronda. En la primera ronda, Koscheck bloqueó una rodilla dirigida a su cabeza mientras tenía dos rodillas en el suelo. Koscheck fue al suelo sosteniéndole la cara, lo que llevó al árbitro a entrar y deducir un punto de Johnson. Los comentaristas acusaron a Koscheck de fingir el impacto de la rodilla, que parecía perder la cara de Koscheck en las repeticiones. Koscheck ha dicho en múltiples entrevistas que estaba reaccionando al ojo, no a la rodilla. En la segunda ronda, Koscheck apuntó a Johnson en el ojo dos veces, lo que llevó a Johnson a recuperarse. Debido a esto, muchos aficionados creen que debido a la controversia en ambas rondas entre los combatientes, debería haber sido declarado 'No Contest'. En su entrevista posterior a la pelea, retó a Dan Hardy, el contendiente # 1 en la División de peso wélter.
Koscheck debía enfrentar a Paulo Thiago en el UFC 109, pero fue forzado a abandonar la tarjeta por una lesión y fue reemplazado por el compañero de AKA, Mike Swick.
Koscheck luego firmó para luchar contra Paul Daley en el UFC 113 en Montreal. Aunque fue acusado de fingir otro impacto ilegal de rodilla similar a la pelea contra Johnson, Koscheck utilizó su lucha libre para obtener una victoria por decisión unánime. Después de la campana final y los combatientes habían sido separados por el árbitro, Daley lanzó un puñetazo a Koscheck, golpeándolo en la cara. En una entrevista al final del evento, Dana White anunció que Daley nunca volvería a luchar en el UFC. White dijo: "Nunca volverá, no me importa si es el mejor 170 libras del mundo, nunca volverá aquí, no hay excusa para eso, nunca golpeaste a un tipo así después de la campana" . " A través de Twitter, Koscheck expresó su deseo de enfrentar a Tito Ortiz en un peso pesado después de su pelea con Daley, en gran parte porque Ortiz se burló de Mark Coleman después de que fue derrotado en el UFC 109.
En el 2010, Koscheck fue entrenador en la temporada 12. El final de la temporada 12 fue emitido el 4 de diciembre de 2010 con el evento principal compuesto por dos boxeadores (Michael Johnson y Jonathan Brookins) del equipo Georges St-Pierre.
Koscheck se enfrentó a Georges St-Pierre en el UFC 124 para el campeonato de peso wélter de la UFC. El UFC 124 fue fuertemente exagerado debido a la bien conocida animosidad de Josh hacia St-Pierre, derivada de su derrota por decisión en su pelea en el UFC 74. St Pierre utilizó su jab izquierdo en el combate, ganando todas las rondas para derrotar a Koscheck 50-45 decisión unánime.
Koscheck se fracturó su hueso orbital derecho durante la pelea con St-Pierre. Incapaz de volar en avión debido a los bolsillos de aire que se formaron alrededor de su ojo, la UFC consiuió que pudiera ser operado en Boston, a donde él y su entrenador fueron en coche.

#### Post-título UFC
El 24 de septiembre de 2011, Koscheck se enfrentó al excampeón de peso wélter Matt Hughes en UFC 135. Koscheck ganó la pelea por nocaut en la primera ronda.
Koscheck se enfrentó a Mike Pierce el 4 de febrero de 2012 en UFC 143. Koscheck ganó la pelea por decisión dividida.
El 5 de mayo de 2012, Koscheck se enfrentó a Johny Hendricks en UFC on Fox 3. Koscheck perdió la pelea en una controversial decisión dividida.
Koscheck se enfrentó al veterano Robbie Lawler que hacia su regreso el 23 de febrero de 2013 en UFC 157. Koscheck perdió la pelea por nocaut en la primera ronda.
Koscheck se enfrentó a Tyron Woodley en UFC 167 el 16 de noviembre de 2013. Koscheck perdió la pelea por nocaut en la primera ronda.
El 28 de febrero de 2015, Koscheck se enfrentó a Jake Ellenberger en UFC 184. Koscheck perdió la pelea por sumisión en la segunda ronda.
El 21 de marzo de 2015, Koscheck se enfrentó a Erick Silva en UFC Fight Night 62. Koscheck perdió la pelea por sumisión en la primera ronda.

### Bellator MMA
El 26 de junio de 2015, se anunció que Koscheck había firmado un contrato de varios años con Bellator MMA.
Koscheck anunció oficialmente su retirada de las artes marciales mixtas el 28 de junio de 2018.

## Campeonatos y logros

### Artes marciales mixtas
- Ultimate Fighting Championship
  - Semifinalista de The Ultimate Fighter 1 de peso medio
  - Pelea de la Noche (Dos veces)
  - KO de la Noche (Dos veces)
  - Sumisión de la Noche (Una vez)

### Lucha amateur
- National Collegiate Athletic Association[10]
  - All-American de la División I de la NCAA por la Universidad de Edinboro (1999, 2000, 2001, 2002)[11]
  - All-American de la División I de la NCAA 174 1b - Cuarto lugar por la Universidad de Edinboro (1999)[10]
  - All-American de la División I de la NCAA 174 1b - Subcampeón por la Universidad de Edinboro (2000)[10]
  - All-American de la División I de la NCAA 174 1b - Campeón por la Universidad de Edinboro (2001)[10]
  - All-American de la División I de la NCAA 174 1b - Tercer lugar por la Universidad de Edinboro (2002)[10]

## Récord en artes marciales mixtas
| Resultado | Récord | Oponente          | Método                              | Evento                             | Fecha                    | Ronda | Tiempo | Localización                     | Notas                                                       |
| --------- | ------ | ----------------- | ----------------------------------- | ---------------------------------- | ------------------------ | ----- | ------ | -------------------------------- | ----------------------------------------------------------- |
| Derrota   | 17–11  | Mauricio Alonso   | TKO (golpes)                        | Bellator 172                       | 18 de febrero de 2017    | 1     | 4:42   | San José, California             |                                                             |
| Derrota   | 17–10  | Erick Silva       | Sumisión (guillotine choke)         | UFC Fight Night: Maia vs. LaFlare  | 21 de marzo de 2015      | 1     | 4:21   | Río de Janeiro                   |                                                             |
| Derrota   | 17–9   | Jake Ellenberger  | Sumisión (north-south choke)        | UFC 184                            | 28 de febrero de 2015    | 2     | 4:20   | Los Ángeles, California          |                                                             |
| Derrota   | 17–8   | Tyron Woodley     | KO (golpes)                         | UFC 167                            | 16 de noviembre de 2013  | 1     | 4:38   | Las Vegas, Nevada                |                                                             |
| Derrota   | 17–7   | Robbie Lawler     | TKO (golpes)                        | UFC 157                            | 23 de febrero de 2013    | 1     | 3:57   | Anaheim, California              |                                                             |
| Derrota   | 17–6   | Johny Hendricks   | Decisión (dividida)                 | UFC on Fox: Diaz vs. Miller        | 5 de mayo de 2012        | 3     | 5:00   | East Rutherford, Nueva Jersey    |                                                             |
| Victoria  | 17–5   | Mike Pierce       | Decisión (dividida)                 | UFC 143                            | 4 de febrero de 2012     | 3     | 5:00   | Las Vegas, Nevada                |                                                             |
| Victoria  | 16–5   | Matt Hughes       | KO (golpes)                         | UFC 135                            | 24 de septiembre de 2011 | 1     | 4:59   | Denver, Colorado                 | KO de la Noche.                                             |
| Derrota   | 15–5   | Georges St-Pierre | Decisión (unánime)                  | UFC 124                            | 11 de diciembre de 2010  | 5     | 5:00   | Montreal                         | Por el campeonato de peso wélter de UFC. Pelea de la Noche. |
| Victoria  | 15–4   | Paul Daley        | Decisión (unánime)                  | UFC 113                            | 8 de mayo de 2010        | 3     | 5:00   | Montreal                         | Eliminatoria por el título.                                 |
| Victoria  | 14–4   | Anthony Johnson   | Sumisión (rear-naked choke)         | UFC 106                            | 21 de noviembre de 2009  | 2     | 4:47   | Las Vegas, Nevada                | Pelea de la Noche; Sumisión de la Noche.                    |
| Victoria  | 13–4   | Frank Trigg       | TKO (golpes)                        | UFC 103                            | 19 de septiembre de 2009 | 1     | 1:25   | Dallas, Texas                    |                                                             |
| Derrota   | 12–4   | Paulo Thiago      | TKO (golpes)                        | UFC 95                             | 21 de febrero de 2009    | 1     | 3:29   | Londres                          |                                                             |
| Victoria  | 12–3   | Yoshiyuki Yoshida | KO (golpe)                          | UFC: Fight for the Troops          | 10 de diciembre de 2008  | 1     | 2:15   | Fayetteville, Carolina del Norte | KO de la Noche.                                             |
| Derrota   | 11–3   | Thiago Alves      | Decisión (unánime)                  | UFC 90                             | 25 de octubre de 2008    | 3     | 5:00   | Rosemont, Illinois               |                                                             |
| Victoria  | 11–2   | Chris Lytle       | Decisión (unánime)                  | UFC 86                             | 5 de julio de 2008       | 3     | 5:00   | Las Vegas, Nevada                |                                                             |
| Victoria  | 10–2   | Dustin Hazelett   | TKO (patada a la cabeza y golpes)   | UFC 82                             | 1 de marzo de 2008       | 2     | 1:24   | Columbus, Ohio                   |                                                             |
| Derrota   | 9–2    | Georges St-Pierre | Decisión (unánime)                  | UFC 74                             | 25 de agosto de 2007     | 3     | 5:00   | Las Vegas, Nevada                |                                                             |
| Victoria  | 9–1    | Diego Sánchez     | Decisión (unánime)                  | UFC 69                             | 7 de abril de 2007       | 3     | 5:00   | Houston, Texas                   |                                                             |
| Victoria  | 8–1    | Jeff Joslin       | Decisión (unánime)                  | UFC Fight Night: Sanchez vs. Riggs | 13 de diciembre de 2006  | 3     | 5:00   | San Diego, California            |                                                             |
| Victoria  | 7–1    | Jonathan Goulet   | Sumisión (golpes)                   | UFC Fight Night 6                  | 17 de agosto de 2006     | 1     | 4:10   | Las Vegas, Nevada                |                                                             |
| Victoria  | 6–1    | Dave Menne        | Decisión (unánime)                  | UFC Ultimate Fight Night 5         | 28 de junio de 2006      | 3     | 5:00   | Las Vegas, Nevada                |                                                             |
| Victoria  | 5–1    | Ansar Chalangov   | Sumisión (rear-naked choke)         | UFC Ultimate Fight Night 4         | 6 de abril de 2006       | 1     | 3:29   | Las Vegas, Nevada                |                                                             |
| Derrota   | 4–1    | Drew Fickett      | Sumisión técnica (rear-naked choke) | UFC Ultimate Fight Night 2         | 3 de octubre de 2005     | 3     | 4:38   | Las Vegas, Nevada                |                                                             |
| Victoria  | 4–0    | Pete Spratt       | Sumisión (rear-naked choke)         | UFC Ultimate Fight Night           | 6 de agosto de 2005      | 1     | 1:53   | Las Vegas, Nevada                |                                                             |
| Victoria  | 3–0    | Chris Sanford     | KO (golpes)                         | The Ultimate Fighter 1 Finale      | 9 de abril de 2005       | 1     | 4:21   | Las Vegas, Nevada                | Peso medio.                                                 |
| Victoria  | 2–0    | Luke Cummo        | Decisión (unánime)                  | Ring of Combat 6                   | 24 de abril de 2004      | 3     | 5:00   | Elizabeth, Nueva Jersey          |                                                             |
| Victoria  | 1–0    | Cruz Chacon       | Sumisión (neck crank)               | King of the Rockies                | 3 de enero de 2004       | 3     | 2:57   | Fort Collins, Colorado           |                                                             |